# Calestano
Calestano là một đô thị ở tỉnh Parma ở vùng Emilia-Romagna của Italia, tọa lạc cách khoảng 100 km về phía tây của Bologna và khoảng 30 km về phía tây nam của Parma. Đến thời điểm ngày 31 tháng 12 năm 2004, đô thị này có dân số 1.931 và diện tích là 57,2 km².
Calestano tiếp giáp các đô thị sau đây: Berceto, Corniglio, Felino, Langhirano, Sala Baganza, Terenzo.